# Sclerophaedon nepalicus
Sclerophaedon nepalicus is een keversoort uit de familie bladkevers (Chrysomelidae). De wetenschappelijke naam van de soort werd in 2000 gepubliceerd door Daccordi & Medvedev.